# Eugène Ernesta
Eugène Ernesta (né le 9 octobre 1974) est un athlète seychellois, spécialiste du saut en hauteur.

## Biographie
Il remporte la médaille de bronze Championnats d'Afrique de 2000, à Alger, derrière l'Algérien Abderrahmane Hammad et le Sud-africain Malcolm Hendriks, avec un saut à 2,20 m, signant à cette occasion un nouveau record national.

### Palmarès
| Date | Compétition            | Lieu  | Résultat | Performance |
| ---- | ---------------------- | ----- | -------- | ----------- |
| 2000 | Championnats d'Afrique | Alger | 3e       | 2,20 m      |

### Records
| Épreuve         | Performance | Lieu               | Date                           |
| --------------- | ----------- | ------------------ | ------------------------------ |
| Saut en hauteur | 2,20 m      | Alger Bloemfontein | 13 juillet 2000 2 février 2001 |